# Cranstowns Gut
Cranstowns Gut (auch: Cranstouns Gut) ist ein so genannter ghaut (gut), ein ephemeres Gewässer ähnlich einer Fiumara, auf St. Kitts, im karibischen Inselstaat St. Kitts und Nevis.

## Geographie
Der Fluss entspringt im Nordwesten von St. Kitts, im hügeligen Fußbereich des Mount Liamuiga an der Grenze zwischen den Parishes Saint Anne Sandy Point und Saint Paul Capisterre. Er verläuft nach Westen und mündet bald in den The Channel, die Meeresstraße zwischen St. Kitts und Sint Eustatius.